# Țigănași
Țigănași è un comune della Romania di 4 423 abitanti, ubicato nel distretto di Iași, nella regione storica della Moldavia.
Il comune è formato dall'unione di 4 villaggi: Cârniceni, Mihail Kogălniceanu, Stejarii, Țigănași.